# Tôma Nguyễn Đình Anh Nhuệ
Tôma Nguyễn Đình Anh Nhuệ O.F.M.Conv., (tiếng Anh: Thomas Dinh Anh Nhue Nguyen) (sinh 1970) là một linh mục thuộc Giáo hội Công giáo Rôma. Ông là tu sĩ Phanxicô Viện tu, là giáo sư thần học Kinh Thánh tại Viện Seraphicum. Năm 2016, ông trở thành Viện trưởng Viện Thần học Giáo hoàng Thánh Bonaventure. Từ năm 2019, ông còn là thành viên Cơ quan Tòa thánh Thẩm định và Cải tiến chất lượng của các trường đại học của Giáo hội. Ông hiện là Tổng Thư ký Liên hiệp Giáo hoàng Truyền giáo, ông cũng đồng thời làm Giám đốc Trung tâm Linh hoạt Truyền giáo và Giám đốc hãng tin Fides của Bộ Loan báo Tin Mừng cho các Dân tộc.

## Cuộc đời
Tôma Nguyễn Đình Anh Nhuệ sinh năm 1970 tại Quy Nhơn, Việt Nam Ông là tu sĩ của tỉnh dòng Phanxicô Viện tu Warszawa, Ba-lan. Năm 2006, tại Roma Linh mục Nhuệ tốt nghiệp tiến sĩ thần học Kinh Thánh tại đại học Giáo hoàng Gregoriano. Sau đó ông là giáo sư Kinh Thánh tại Đại học Giáo hoàng Gregorian, Urbaniana. Ông đồng thời cũng là giám đốc và giảng dạy tại phân khoa thần học Seraphicum nơi từ năm 2016 đến nay. Ông là là tác giả của nhiều sách, bài báo khoa học được nhiều người biết đến. Linh mục Anh Nhuệ biết nói thông thạo bảy thứ tiếng

## Mục vụ
Năm 2015, Linh mục Nguyễn Đình Anh Nhuệ sáng lập và làm giám đốc "Viện nghiên cứu Thần học Châu Á của Dòng Phanxicô” (FIATS) thuộc Phân khoa thần học Seraphicum.
Tháng 7 năm 2016, ông được Giáo hoàng Phanxicô bổ nhiệm làm Viện trưởng Viện Thần học Giáo hoàng Thánh Bonaventure. Ông là người Việt đầu tiên được bổ nhiệm làm Viện trưởng của một Viện Thần học Giáo hoàng của Giáo hội Công giáo La Mã.
Ngày 15 tháng 1 năm 2019, ông được bổ nhiệm làm thành viên Cơ quan Tòa thánh Thẩm định và Cải tiến chất lượng của các trường đại học của Giáo hội.
Ngày 1 tháng 5 năm 2021, Linh mục Tôma Nguyễn Đình Anh Nhuệ được bổ nhiệm làm Tổng Thư ký Liên hiệp Giáo hoàng Truyền giáo, Ông cũng đồng thời làm Giám đốc Trung tâm Linh hoạt Truyền giáo và Giám đốc hãng tin Fides của Bộ Loan báo Tin Mừng cho các Dân tộc.

### Vinh danh
- Năm 2014, Giải thưởng Quốc tế Martini, lĩnh vực "Kinh Thánh và Văn hóa" cho công trình nghiên cứu với tựa đề: "Kinh Thánh và Văn hóa Á Châu: Đọc Lời Chúa trong nền Văn hóa và bối cảnh Việt Nam".[5]